# Sommaren med Göran
Sommaren med Göran (undertitel: En midsommarnattskomedi) är en svensk romantisk komedifilm med svensk biopremiär 31 juli 2009.
Huvudrollsinnehavaren Peter Magnusson skrev även manuset. Staffan Lindberg regisserade.

## Handling
Göran blir lämnad av sin flickvän, ligger långt efter på arbetet och får inkassobrev. Det blir inte bättre av att alla andra ska till Doddes midsommarfest på västkusten. Görans vän Alex är också bjuden men måste passa sin flickväns nakenhund Tingeling under midsommarhelgen. Efter viss övertalning seglar ändå Göran ut till Doddes sommarställe, där festen ska hållas, tillsammans med Alex och Tingeling.

## Skådespelare
- Peter Magnusson - Göran
- David Hellenius - Alex
- Mirja Turestedt - Grynet
- Alexandra Rapaport - Sofia
- Peter Dalle - Hans Kjällén
- Tanja Lorentzon - Anne
- Dan Ekborg - Greger Bengtzon
- Christine Meltzer - Elin
- Moa Gammel - Linnea
- Ruth Vega Fernandez - Mikaela
- Annette Stenson-Fjordefalk - Präst
- Niklas Engdahl - Dodde
- Carl Stjernlöf - Niklas

## Musik
- "Krama dej" - Björn Skifs
- "Is this the end" - James Cartriers och Stella Lagnefors.

## Mottagande
Jan-Olov Andersson på Aftonbladet hyllade filmen som den första lyckade svenska komedin sen Jalla! Jalla! och gav filmen fyra plus. Däremot tyckte Bernt Eklund på Expressen att temat inte var nytt och skrev "Peter Magnusson är påhittig manusförfattare och dra gärna i väg någonstans bortom trovärdigheten. Det fungerar bättre i korta sketcher än i långa filmer." Alexander Dunerfors på Moviezine gav filmen fyra av fem och skrev "en uppföljare är välkommen". Ramus Jonsson på Bio.nu gav filmen tre av fem och sade att "Sommaren med Göran är inte en originell film men en lagom småmysig dejtfilm och en helt okej biodebut av Magnusson och gänget."
Generellt sett har bedömningen varit godkänt. På Kritiker.se, som samlar recensioner från svenska recensenter, har den snittet 2,7.
År 2011 hade filmen setts av nästan 600 000 biobesökare i Sverige.

## Uppföljare
Den 11 augusti 2025 gick SF Studios ut på sitt Instagramkonto och berättade att filmen skulle få en uppföljare, med titeln Hösten med Göran. Denna uppföljare beräknas ha biopremiär på juldagen 2026.